# Колумбан
Колумба́н (лат. Columbanus, ірл. Columban, 540, Ленстер — 23 листопада 615, Боббіо) — ірландський монах, просвітник, місіонер у Західній Європі. Заснував цілу низку монастирів у Франкському й Італійському королівствах. Його ім'я в перекладі з гельської означає Білий голуб.

## Життєпис
Колумбан народився на півдні Ленстеру в Ірландії того самого року, коли помер святий Бенедикт. Колумбан мав приємну зовнішність і був добре освічений з дитинства. Через свою зовнішність Колумбан зазнавав багато спокус від місцевих безсоромних жінок. Борючись зі спокусами, одного разу він зустрів черницю, яка розповіла йому, що дванадцять років перед тим пішла в монастир, щоб перемогти спокуси. Колумбан послухався поради жінки і присвятив себе чернечому життю, незважаючи на спротив родини.

## Ушанування пам'яті
Його імені співзвучне прізвище славетного мореплавця Колумба.
Відомий лінгвіст професор Костянтин Тищенко дійшов висновку, що назви Коливань, Колиндяни принесені місіонерами кельтської церкви і вшановують святого Колумбана.
Англіканський єпископат запропонував проголосити Колумбана покровителем мотоциклістів через його численні подорожі Європою за його життя. Цей патронат був затверджений Ватиканом у 2002 році.